# Banas
|  | Per a altres significats, vegeu «Banas Occidental». |

Banas (Esperança de la Selva) és un riu del Rajasthan. Neix a les muntanyes Aravalli al nord del districte d'Udaipur prop de Khumbalgarh, i després segueix cap al districte de Bhilwara on entra pel poble de Doodiya, capçalera d'un tehsil; s'acosta a les muntanyes de la zona de Mandalgarh on rep al Berach per la dreta i al Kothari per l'esquerra (a Nadrai, al tehsil de Kotri); després segueix cap al Nord i nord-est passat per l'occident del tehsil de Jahazpur, i entra al districte de Tonk. Finalment desaigua al riu Chambal a Rameswar. Només porta aigua alguns mesos a l'any i generalment és sec al temps de la calor. El seu curs és de 510 km i la seva conca de 45,833 km². Els seus afluents principals són el Berach, el Kothari, el Khari, el Mansi i el Menali.